# Satz von Cartan-Hadamard
In der Mathematik ist der Satz von Cartan-Hadamard ein Satz der riemannschen Geometrie, der die Topologie von Mannigfaltigkeiten nichtpositiver Schnittkrümmung beschreibt. Benannt ist die Aussage nach den Mathematikern Élie Cartan und Jacques Hadamard. Hadamard hatte ihn 1898 für Flächen bewiesen, Cartan dann 1928 allgemein für Riemannsche Mannigfaltigkeiten.

## Aussage
Sei {\displaystyle M} eine vollständige Riemannsche Mannigfaltigkeit nichtpositiver Schnittkrümmung, dann ist für jedes {\displaystyle x\in M} die Exponentialabbildung
{\displaystyle \exp _{x}:T_{x}M\rightarrow M}
eine Überlagerung.
Korollar: Sei {\displaystyle M} eine vollständige Riemannsche Mannigfaltigkeit nichtpositiver Schnittkrümmung, dann ist {\displaystyle M} asphärisch, d. h. die höheren Homotopiegruppen verschwinden:
{\displaystyle \pi _{j}(M)=0\ \ \forall j\geq 2}.

## Verallgemeinerung (Metrische Räume)
Sei {\displaystyle X} ein Hadamard-Raum. Dann gibt es für alle {\displaystyle x,y\in X} eine eindeutige Geodäte
{\displaystyle \sigma _{xy}:\left[0,1\right]\rightarrow X}
mit {\displaystyle \sigma _{xy}(0)=x,\sigma _{xy}(1)=y}, und {\displaystyle \sigma _{xy}} hängt stetig von {\displaystyle x} und {\displaystyle y} ab.

## Lokale CAT(0)-Räume
Ein vollständiger, zusammenhängender, metrischer Raum heißt lokal CAT(0), wenn jeder Punkt eine Umgebung besitzt, die (mit der eingeschränkten Metrik) ein CAT(0)-Raum ist.
Eine Verallgemeinerung des Satzes von Cartan-Hadamard besagt: wenn {\displaystyle X} ein lokaler CAT(0)-Raum ist, dann gibt es auf der universellen Überlagerung {\displaystyle {\widetilde {X}}} eine eindeutige Metrik {\displaystyle {\tilde {d}}} so dass
- die Überlagerung {\displaystyle {\widetilde {X}}\to X} eine lokale Isometrie ist, und
- {\displaystyle ({\widetilde {X}},{\tilde {d}})} ein CAT(0)-Raum ist.